# Рудомошь
Рудомошь (Рудмышка) — река в России, правый приток реки Медведица, протекает в Тверской области.
Исток реки находится в Кимрском районе Тверской области, в болотах к северо-востоку от села Горицы. Устье реки находится в Кашинском районе в 35 км по правому берегу реки Медведицы. Длина реки составляет 42 км, площадь водосборного бассейна — 267 км².

## Данные водного реестра
По данным государственного водного реестра России относится к Верхневолжскому бассейновому округу, водохозяйственный участок реки — Волга от Иваньковского гидроузла до Угличского гидроузла (Угличское водохранилище), речной подбассейн реки — бассейны притоков (Верхней) Волги до Рыбинского водохранилища. Речной бассейн реки — (Верхняя) Волга до Куйбышевского водохранилища (без бассейна Оки).
Код объекта в государственном водном реестре — 08010100812110000003899.